# Elisabeta de Bavaria (1478–1504)
Elisabeta de Bavaria-Landshut (n. 1478, Burghausen, Bayerischer Reichskreis⁠(d), Bavaria-Landshut⁠(d) – d. 15 septembrie 1504) aparținând Casei de Wittelsbach, a fost contesă palatină și ducesă de Bavaria-Landshut conform testamentului tatălui ei.
Fiică a ducelui George de Bavaria și a soției sale, Hedwiga Iagellon (fiica regelui polonez Cazimir al IV-lea Iagellon), Elisabeta a ajuns centrul interesului după moartea fratelui ei la sfârșitul secolului al XV-lea, deoarece Ducatul de Bavaria-Landshut nu mai avea moștenitor pe linie masculină. În această situație, contractele Casei de Wittelsbach din 1392 și 1450 prevedeau succesiunea reciprocă a liniilor familiei.
În ciuda acestor contracte, George a desemnat-o pe fiica sa, Elisabeta, moștenitoare și succesoare prin testamentul său din 19 septembrie 1496. În 1499 ea s-a căsătorit cu vărul ei, Ruprecht al Palatinatului, fiul Margaretei de Bavaria. Primii ei fii, gemenii Ruprecht și George, au murit în 1504. Alți doi fii, Filip și Otto Henric, au supraviețuit.
În 1503 ducele George l-a numit pe soțul Elisabetei guvernator al Bavariei de Jos. După moartea tatălui ei la 1 decembrie 1503, acțiunile ei hotărâte au avut o contribuție decisivă la dizolvarea Consiliului de Regență al Stărilor și la izbucnirea Războiului de succesiune din Landshut.
Oponentul ei și succesorul pretendent conform contractelor familiei Wittelsbach, Albert al IV-lea de Bavaria-München, l-a avut curând de partea sa pe regele Maximilian. Soțul Elisabetei a murit de dizenterie la 20 august 1504. Elisabeta a continuat războiul și a ocupat orașele Landshut, Dingolfing și Moosburg.
Ca urmare împotriva ei a fost pronunțată interdicția imperială. La 12 septembrie 1504 trupele aliate ale Boemiei au suferit o înfrângere decisivă lângă Wenzenbach. Trei zile mai târziu, Elisabeta a murit probabil de dizenterie care făcea ravagii în Bavaria de Jos. A fost înmormântată în Mănăstirea Seligenthal din Landshut.